# La gran seducció
La gran seducció (originalment en anglès, The Grand Seduction) és una pel·lícula de comèdia canadenca del 2013 dirigida per Don McKellar i escrita per Ken Scott i Michael Dowse. La pel·lícula és protagonitzada per Taylor Kitsch, Brendan Gleeson, Liane Balaban i Gordon Pinsent. Es basa en una pel·lícula francocanadenca de 2003, La grande séduction. S'ha doblat i subtitulat al català amb la distribució d'eOne Films Spain; també s'ha produït una versió en valencià per a À Punt.
La pel·lícula va ser nominada en quatre categories dels Canadian Screen Awards, i Pinsent va guanyar el premi al millor actor secundari a la cerimònia del març de 2014.

## Sinopsi
Els habitants d'un petit poble pesquer han de trobar un metge si volen que una empresa construeixi una fàbrica a la zona. La tasca se li encomana a Murray French, que tria el doctor Paul Lewis.

## Repartiment
- Taylor Kitsch com el Dr. Paul Lewis
- Brendan Gleeson com a Murray French
- Liane Balaban com a Kathleen
- Gordon Pinsent com a Simon
- Mark Critch com a Henry Tilley
- Peter Keleghan com a empresari del petroli
- Mary Walsh com a Vera
- Matt Watts com a Frank Dalton
- Anna Hopkins com a Helen (veu)
- Rhonda Rodgers com a Samantha
- Lawrence Barry com a l'alcalde Tom Fitzpatrick
- Percy Hynes White com a Murray de jove
- Sara Tilley com a Miriam Mahoney